# Arcadia (New York)
Arcadia è un comune degli Stati Uniti d'America, situato nello Stato di New York, nella contea di Wayne.